# 462年
| 千纪： | 1千纪                                                                                           |
| 世纪： | 4世纪 \| 5世纪 \| 6世纪                                                                         |
| 年代： | 430年代 \| 440年代 \| 450年代 \| 460年代 \| 470年代 \| 480年代 \| 490年代                       |
| 年份： | 457年 \| 458年 \| 459年 \| 460年 \| 461年 \| 462年 \| 463年 \| 464年 \| 465年 \| 466年 \| 467年 |
| 纪年： | 壬寅年（虎年）；北魏和平三年；南朝宋大明六年                                                    |

## 大事记
- 世界七大奇迹之一的宙斯神像在大火中焚毁。
- 南朝宋時期祖沖之創制大明曆。